# Hymenochaete variegata
Hymenochaete variegata är en svampart som beskrevs av Bres. 1915. Hymenochaete variegata ingår i släktet Hymenochaete och familjen Hymenochaetaceae.   Inga underarter finns listade i Catalogue of Life.